# 小野粧子

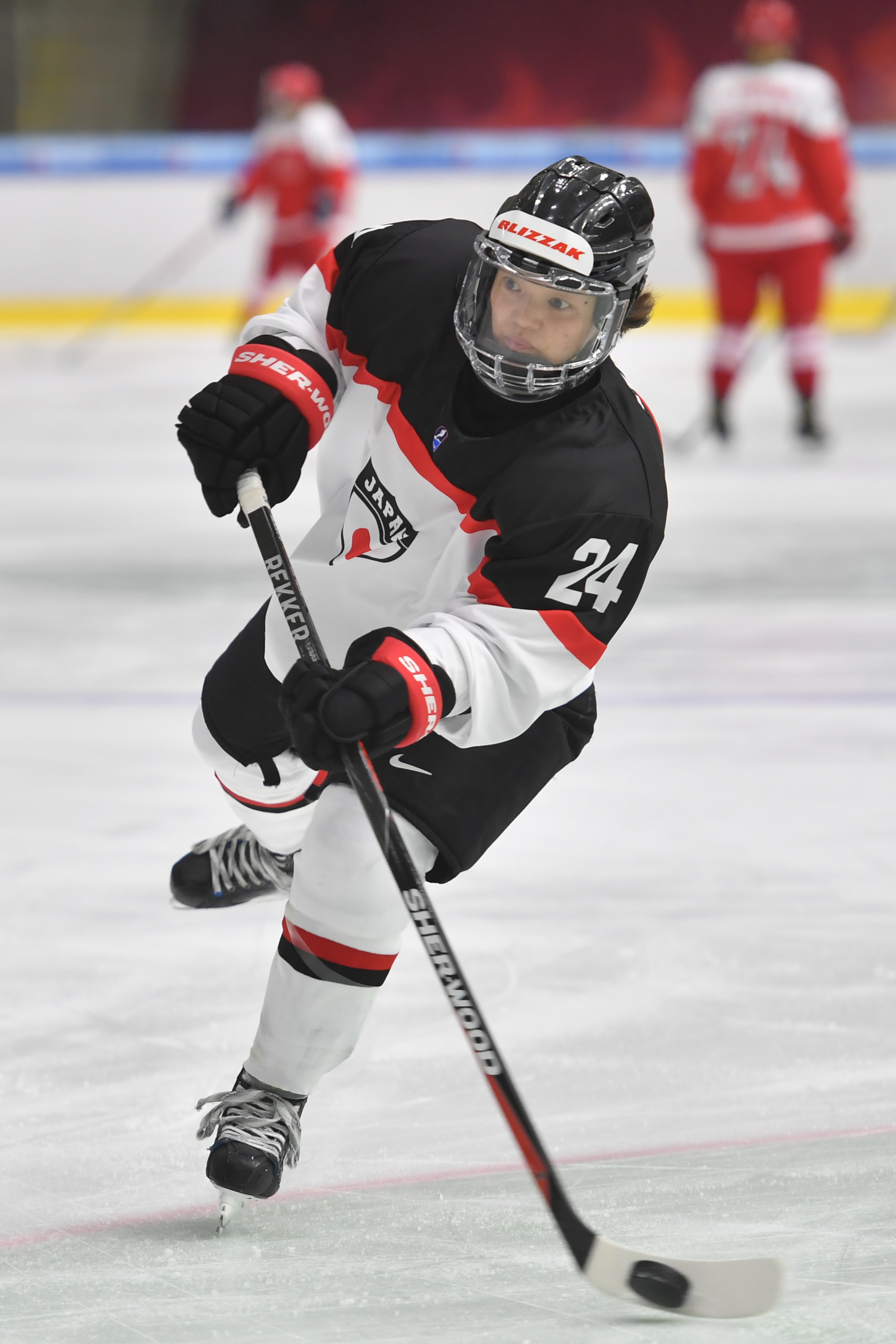
2017

小野 粧子（おの しょうこ、1981年9月5日 - ）は、北海道旭川市出身の女子アイスホッケー選手。ポジションはフォワード。既婚で旧姓は二本柳粧子（にほんやなぎしょうこ）。

## 人物
立命館慶祥高校、日本体育大学女子短期大学部体育学科卒業。所属チームはコクドレディースを経てフルタイムシステム御影グレッズに所属。勤務先は芽室町にある蕎麦屋「紀山」。アイスホッケー女子日本代表に選出されている。
2004年8月にはトリノオリンピック最終予選に向けた代表候補に選ばれている。2018年平昌オリンピック日本代表。
2009年に小野豊と結婚。それを機に清水町に移住した。
2018年9月14日、日本アイスホッケー連盟は、所属する女子アイスホッケーチームの御影グレッズで、中高生3人に対する指導によるパワーハラスメント行為があったとして、当時コーチだった豊に登録停止3年、選手兼コーチ（選手としては同年3月に引退）だった粧子に活動停止6カ月に処分が下された。その後、豊は2021年に、粧子は2019年に処分が解除されたとみられるが、アイスホッケーに関する公での活動を行っていない。
また、このことが原因でフルタイムシステムがチームのスポンサーから撤退したため、急遽高須克弥および高須クリニックがスポンサーに名乗りを上げ、「高須クリニック御影グレッズ」と改名した。

## 出演

### テレビ番組
- 内村プロデュース - アイスホッケーで勝利するをプロデュース（2004年3月8日、テレビ朝日）